# Tuberculobasis geijskesi
Tuberculobasis geijskesi is een libellensoort uit de familie van de waterjuffers (Coenagrionidae), onderorde juffers (Zygoptera).
De wetenschappelijke naam van de soort is voor het eerst geldig gepubliceerd in 2009 door Machado. De soort is vernoemd naar Dirk Cornelis Geijskes die een mannetje van de soort verzamelde bij het dorp Republiek in Suriname. De soort moet beschouwd worden als zeer zeldzame endeem voor Suriname: nog nooit is de soort buiten Suriname aangetroffen.